# Karl Schultz
Karl Schultz (ur. 6 listopada 1937 w Bad Schwartau) – niemiecki jeździec sportowy. Trzykrotny medalista olimpijski.
Sukcesy odnosił we wszechstronnym konkursie konia wierzchowego. Brał udział w dwóch igrzyskach olimpijskich (IO 72, IO 76), na obu zdobywał medale w drużynowym konkursie WKKW. W 1972 startował na koniu Pisco i wywalczył brąz, reprezentację RFN tworzyli ponadto Harry Klugmann, Ludwig Gössing i Horst Karsten. W 1976 startował na koniu Madrigal i zajął drugie miejsce, partnerowali mu Herbert Blöcker, Helmut Rethemeier i Otto Ammermann. Trzeci swój olimpijski medal wywalczył zajmując trzecie miejsce w konkursie indywidualnym. W 1977 był drugi w mistrzostwach Europy zarówno w drużynie, jak i indywidualnie.